# 潘塔濟伊夫卡
48°38′53″N 32°49′18″E / 48.64806°N 32.82167°E
潘塔濟伊夫卡（烏克蘭語：Пантазіївка），是烏克蘭中部的村莊，隸屬基洛夫格勒州的亞歷山德里亞區。該村始建於1777年，面積2.35平方公里，海拔高度121米，2001年人口600，人口密度每平方公里359.2人。